# Yazıkavak, Eskipazar
Yazıkavak là một xã thuộc huyện Eskipazar, tỉnh Karabük, Thổ Nhĩ Kỳ. Dân số thời điểm năm 2010 là 45 người.